# Iñaki Gerenabarrena
Iñaki Gerenabarrena Martínez de Lahidalga (Vitoria, 1962) es un político español del Partido Nacionalista Vasco. Fue parlamentario vasco entre 1995 y 2008. Empezó su actividad política en EGI, las juventudes de Partido Nacionalista Vasco.
Es Ingeniero Técnico Forestal de profesión y ha sido Consejero de Agricultura y Pesca. Fue presidente del Araba Buru Batzar (ABB), ejecutiva del PNV en Alava. Desde 2008 es Vicepresidente de la Caja Vital - Vital Kutxa, la Caja de Ahorros del territorio, siendo su Presidente en funciones durante un mes tras la dimisión de Gregorio Rojo.

## Consejero del Gobierno Vasco
Juan José Ibarretxe eligió a Gerenabarrena a comienzos de enero de 1999 como consejero de Agricultura, Pesca y Alimentación en su primer gabinete como lendakari del Gobierno Vasco. En su jura del cargo marcó como prioridades de su gestión la negociación de la Agenda 2000, que iba a definir el modelo de las ayudas europeas a la agricultura entre 2000 y 2006; y una apuesta por el desarrollo sostenible del campo. Su primer acto oficial como consejero fue al día siguiente y consistió en una visita a la cofradía de pescadores de Pasajes para reunirse con los familiares de los tripulantes del pesquero Marero, desaparecido en alta mar, a los que prometió ayudas económica y un cambio legal que permitiría la reducción del plazo legal necesario para determinar el fallecimiento de desaparecidos en alta mar.